# Arkivbeständighet
Arkivbeständighet är förmåga för media att bevara informationen över längre tid, ofta flera mänskliga generationer. Detta gäller information på papper, datamedia, film, foto, vinylskivor etcetera. Lagstiftning ställer krav på arkivbeständighet för legala dokument, men kravet ställs ofta av originalets ägare för att bevara kulturvärden eller immateriella värden.

## Arkivbeständighet hos papper
För att utskrifter på papper skall bevaras måste papperet vara av rätt kvalitet, så det inte gulnar, pulveriseras eller spricker, vilket sker då papperet har en hög halt av lignin. Därför används ofta papper som innehåller textilfibrer, om möjligt upp till 100% textilfibrer (lumphaltigt papper).
Ytterligare en faktor är det ämne som finns i pennan eller i tryckfärgen, så att trycket inte bleks eller förändrar färg. Originalen måste förvaras på ett optimalt sätt med kontrollerad fuktighet och ljusstrålning.
I Riksarkivets författningssamling definieras kraven för statliga myndigheter i fråga om tekniska krav för kopiatorer, laserskrivare, telefaxar m.m. senast i RA-FS 2012:8. Alternativ standard är ISO 11798. Sektionen för Informationslagring på SP Sveriges Tekniska Forskningsinstituts avdelning för Kemi och Materialteknik tar varje år fram en förteckning över certifierad skrivmateriel där allt från papper och pennor till laserskrivare som certifierats att uppfylla kraven i Riksarkivets föreskrifter räknas upp.

## Arkivbeständighet hos CD-ROM och CD-skivor
CD- och CD-ROM skivor kan drabbas av fyra problem:
- skyddsplastlaminat släpper från skivan och möjliggör för oxidation eller blir optiskt oläsbar
- CD-skivan utsätts för UV-ljus och plastmaterialet bryts ner
- Metallskiktet som innehåller digitalinformation oxideras och information försvinner
- Skivans geometri förändras genom värme eller tryck och skevhet uppkommer så att den inte blir spelbar

## Arkivbeständighet hos magnetband
Plastmaterial i bandet kan bli skört så att bandet kan gå av. Magnetisk information kan också förvanskas då partiklar tappar sin magnetiska riktning genom åldern eller slitage. Många fabrikat av magnetband har använt dåligt lim vilket medför att magnetpartiklarna lossnar. Det är viktigt att all diskussion om arkivbeständighet fokuserar på originalet. Rutiner då man kopierar information på nya band med viss periodicitet är ett viktigt krav för arkivbeständighet. Emellertid faller analog information i styrka med cirka 6 decibel vid var kopiering (det är fyra ggr) varvid dessa metoder endast kan användas vid digitalt material. I fråga om kassetter måste även den mekaniska uppbyggnaden inte åldras och garanteras fungera under den förväntade livstiden.

## Arkivbeständighet hos hårddiskar
Då diskar är uppbyggda av delar som kan utsättas för förslitning och åldras:
- magnetisk material
- mekaniska komponenter
- elektroniska komponenter

måste de regelbundet kopieras på nya media. Det är viktigt att de elektriska gränssnitten bygger på väletablerade standarder för att kunna avläsas i framtida datorer.

## Arkivbeständighet hos digitala dokument
Digitala dokument, vare sig dokumentet är text, bild eller ljud, måste det vara uppbyggt på ett standardiserat sätt så att formatet kommer att kunna läsas av framtida program, annars kan man stå med ett original utan verktyg eller möjlighet att tillgodogöra sig informationen.

## Arkivbeständighet hos grammofon-, vaxskivor och vaxrullar
Mekaniska inspelningar på roterande media, som Edisons fonografrullar, grammofonskivor håller musikinformationen som spår graverade eller pressade i mediet. Gravyren kan vara vertikal (som i Edisons fonograf), horisontell som i monofoniska skivor och både vertikal och horisontell för stereofoniska skivor. Rörelserna hos en metall- eller i de flesta fall diamantnål, som löper längs spåret och får vibrera i takt med den inspelade informationen förstärks genom en akustisk tratt (horn) eller omvandlas till analoga elektriska signaler som sedan förstärks och spelas upp över ett ljudsystem. Den avspelade signalen blir förvanskad av flera orsaker:
- smuts (till exempel fett från fingeravtryck, hårstrån) och damm tränger in i spåren (det trevliga är att en avspelning rengör spåren, så skivor skall spelas!)
- spåren slits ner vid varje avspelning, i synnerhet om nålen är skadad eller om nåltrycket är felaktigt.
- nålens och pickupens resonanser och mekaniska egenskaper kan återge information som avviker från originalen
- inspelningsteknologin i sig kunde redan spela in en förvanskad signal
- mekaniska skador på ytskiktet i spåren, som sprickor, repor han uppstå vid ovarsam hantering
- skivorna kan deformeras och bli icke-plana och i värsta fall ospelbara
- dålig kvalitet på material i rullen eller skivan kan få små partiklar att brytas loss
- vax och lack som användes ibland kommer med tiden att flyta ihop och spåren försvinner, speciellt om mediet inte lagrades vid korrekt temperatur.

Om man bortser från rullar och vax-/lackskivor som troligen sedan tidigare överförts till mer beständiga media, arkivering av grammofonskivor berör 78-varv skivor av schellack (skivor fram till cirka 1950) och modernare vinylskivor (efter cirka 1950). Schellack är spröd och skivor som är över 50 år lätt spricker av åldern, vilket gör det viktigt att överföra informationen till mer beständiga media. Vinylskivor (LP, EP, etc) har visat sig ha bra åldersbeständighet. Vinylplast liksom andra plaster kan inte anses vara evig (även om förvarad i mörker, med perfekt fuktighet och temperatur) och värdefulla inspelningar bör därmed kopieras på ett digitalt medium.

## Arkivbeständighet hos film och foto
Framkallad film och därifrån gjorda kopior (foton) har haft dålig hållbarhet.
Detta gäller i synnerhet färgfilm där färgen byggts upp kemiskt i framkallningen.
Arkivbeständighet är lagringshållbarheten hos fotografisk film respektive papper.
Rester av fixersalt i emulsionen förstör den svartvita bilden, den blir bruntonad och fläckig. Sköljtiderna för fotopapper är långa om arkivbeständighet skall erhållas. Därför används en kemikalie som heter fixernatronförstörare när arkivbeständighet eftersträvas.
Har en svartvit film respektive fotopapper blivit riktigt fixerad och sköljd så är hållbarheten betydligt bättre än färgfoto och färgfilm, hållbarheten är i storleksordningen hundratals år.
Av de många gamla färgfilmerna som exponerats (till exempel Agfacolor) återstår endast urvattnade färger. Karakteristiskt för färgmaterial är att det röda färgämnet har bäst hållbarhet och ett gammalt foto visat tydliga purpurstick där grönt har försvagats mest.
Den bästa färghållbarheten har Kodachromfilmen, vilket beror på att man har möjlighet att välja lite annorlunda färgämnen än vad som är fallet med Agfachrome Ektachrome-förfarandet som har färgkopplingsämnen i emulsionen. Dessa former av fotografi har få färgämnen att välja bland. Den bästa lagringen i sådana här fall är mörkt svalt och torrt.
Vissa transparenta mjukplaster har en försämrande inverkan på färgkopiors hållbarhet liksom vissa lim.
I extrema fall tillgrips nedfrysning av filmmaterialet, det är vanligt med gammal kinofilm.
Gammal kinofilm han bli spröd och gå av. Gammal film som är nitrathaltig är brandfarlig och arkiv med sådan film har exploderat.
En annons minnen för livet från ett känt fotoföretag anmäldes och fick dras tillbaka på 1960-talet.
Ett liv är längre än ett färgfoto. 
Fotoindustrin har senare förbättrat färghållbarheten utan att redovisa sina metoder, men den dåliga hållbarheten är fortfarande bekymmersam.
Ljus har en blekande effekt på många färgmaterial liksom även många tryckfärger.
Konstnärer brukar använda mer arkivbeständiga färger och det finns målningar och mosaiker från Pompeji och Herculaneum som fortfarande är sevärda. Gamla oljefärger bygger på grundämnen med stabila föreningar, såsom koboltblått, cinnober (kvicksilversulfid) mm.
En intressant metod för att förbättra färghållbarheten hos positiva kopior är Cibachrome- (numera Ilfochrome) förfarandet, där färgämnen kan väljas som inte byggs upp kemiskt under framkallningen. Kodak har utvecklat den snarlika och betydligt dyrare och omständligare DYE TRANSFER metoden som också ger arkivbeständighet.
Vid fotografiska utställningar respektive museer är detta problem mera markant och det finns metoder att förbättra ett foto på kemisk väg. Ett svartvitt fotografi kan guldtonas för bättre hållbarhet.
En annan intressant väg är digital lagring och kopiering som i princip inte ändrar sig.

### Fotnoter
1. ↑  Flessa, Georg. Trycksaksboken, 3:e Upplagan. Warne Förlag Partille 2001. s. 315.